# Formoterol
El formoterol (DCI) o eformoterol és un agonista del receptor adrenèrgic beta 2 d'acció llarga usat en el tractament de l'asma i de la malaltia pulmonar obstructiva crònica. Es comercialitza en quatre formes: inhalador de pols seca, inhalador de dosi mesurada, píndola oral i solució per a inhalació.
L'acció del formoterol (agonista dels receptors beta 2) té una durada llarga (fins a 12 hores), comparada amb la dels agonistes beta 2 de curta durada, que presenten són efectius durant només durant 4-6 hores.
A Espanya es comercialitza com a EFG, Broncoral, Foradil, Oxis, Formatris, a més:
- + beclometasona: Formodual, Foster, Ventoduo, Beclometasona/formoterol
- + fluticasona: Flutiform
- + aclidini: Brimica i Duaklir